# Ariane Gutknecht
Ariane Gutknecht (* 19. Juli 1964) ist eine ehemalige Schweizer Duathletin und Triathletin.

## Werdegang
Seit 1995 startete Ariane Gutknecht für die Schweizer Triathlon-Nationalmannschaft und ihren ersten Ironman (Triathlon über die Distanzen 3,86 km Schwimmen, 180,2 km Radfahren und 42,195 km Laufen) bestritt sie 1996 in Zürich.
1999 wurde sie Dritte bei der Duathlon-Weltmeisterschaft auf der Langdistanz beim Powerman Zofingen.
Nach drei Jahren in Folge auf dem dritten Rang konnte die in Allschwil lebende Athletin im Juli 2003 den Ironman bei ihrem sechsten Start in Zürich gewinnen.

## Auszeichnungen
- 2005 erhielt sie den Sportpreis des Kantons Basel-Landschaft.[2]

## Sportliche Erfolge
| Datum/Jahr    | Rang | Wettbewerb          | Austragungsort   | Zeit     | Bemerkung                                                        |
| ------------- | ---- | ------------------- | ---------------- | -------- | ---------------------------------------------------------------- |
| 7. Sep. 2008  | 19   | Ironman 70.3 Monaco | Monaco           | 05:17:01 | Siegerin der AG 30–34                                            |
| 16. Juli 2006 | 6    | Ironman Austria     | Klagenfurt       | 09:45:18 |                                                                  |
| 27. Juli 2003 | 1    | Ironman Switzerland | Zürich           | 09:39:48 | Siegerin bei ihrem sechsten Start in Zürich                      |
| 19. Okt. 2002 | 22   | Ironman Hawaii      | Hawaii           | 10:14:27 |                                                                  |
| 21. Juli 2002 | 3    | Ironman Switzerland | Zürich           |          |                                                                  |
| 22. Juni 2002 | 3    | Ironman France      | Gérardmer        | 10:21:11 | hinter der Siegerin Karin Thürig                                 |
| 5. Aug. 2001  | 3    | Ironman Switzerland | Zürich           | 09:58:27 |                                                                  |
| 1. Juli 2001  | 3    | Ironman Austria     | Klagenfurt       | 09:28:38 |                                                                  |
| 6. Aug. 2000  | 3    | Ironman Switzerland | Zürich           |          |                                                                  |
| 20. Mai 2000  | 2    | Ironman Lanzarote   | Playa del Carmen |          |                                                                  |
| 14. Okt. 2000 | 24   | Ironman Hawaii      | Hawaii           | 10:28:05 |                                                                  |
| 1. Okt. 1998  |      | Ironman Hawaii      | Hawaii           | 10:29:45 | [ 6 ]                                                            |
| 2. Aug. 1998  | 2    | Ironman Switzerland | Zürich           | 09:49:18 |                                                                  |
| 3. Aug. 1997  | 2    | Ironman Switzerland | Zürich           | 09:51:21 |                                                                  |
| 11. Aug. 1996 | 2    | Euroman Switzerland | Zürich           | 09:51:26 | hinter Heike Funk, damit Schweizer Meisterin auf der Langdistanz |

| Datum/Jahr | Rang | Wettbewerb | Austragungsort | Zeit     | Bemerkung |
| ---------- | ---- | ---------- | -------------- | -------- | --- |
| 2011       | 4    | Gigathlon  | Schweiz        | 23:15:17 | [ 7 ] |
| 2009       | 2    | Gigathlon  | St. Gallen     | 21:12:46 | [ 8 ] |
| 2005       | 1    | Gigathlon  | Basel          | 26:41:55 | Die 394 km lange Strecke mit 8.210 Höhenmetern verlief von Locarno über Luzern nach Basel und war in zwei Tagen zu bewältigen. |

| Datum/Jahr    | Rang | Wettbewerb                           | Austragungsort  | Zeit       | Bemerkung                                |
| ------------- | ---- | ------------------------------------ | --------------- | ---------- | ---------------------------------------- |
| 2007          | 3    | Inferno Triathlon                    | Berner Oberland | 10:49:25,6 |                                          |
| 2004          | 1    | Inferno Triathlon                    | Berner Oberland | 10:41:05,3 |                                          |
| 27. Okt. 2002 | 12   | Xterra Triathlon World Championships | Maui            | 03:15:59   | Xterra-Weltmeisterschaft Cross-Triathlon |

| Datum/Jahr   | Rang | Wettbewerb                                     | Austragungsort | Zeit     | Bemerkung                                                     |
| ------------ | ---- | ---------------------------------------------- | -------------- | -------- | ------------------------------------------------------------- |
| 2001         | 3    | Powerman Austria                               | Klagenfurt     | 03:51:26 | im Duathlon hinter der Siegerin Erika Csomor und Karin Thürig |
| 1999         | 3    | ITU Duathlon Long Distance World Championships | Zofingen       |          | beim Powerman Zofingen                                        |
| 7. Juni 1997 | 6    | ITU Duathlon Long Distance World Championships | Zofingen       | 07:44:27 | beim Powerman Zofingen                                        |
| 1. Juni 1997 | 9    | ITU Duathlon Long Distance World Championships | Zofingen       | 07:45:13 | beim Powerman Zofingen                                        |

(DNF – {Did Not Finish)